# Abbans-Dessous
Abbans-Dessous is een gemeente in het Franse departement Doubs (regio Bourgogne-Franche-Comté) en telt 232 inwoners (2005). De plaats maakt deel uit van het arrondissement Besançon.

## Geografie

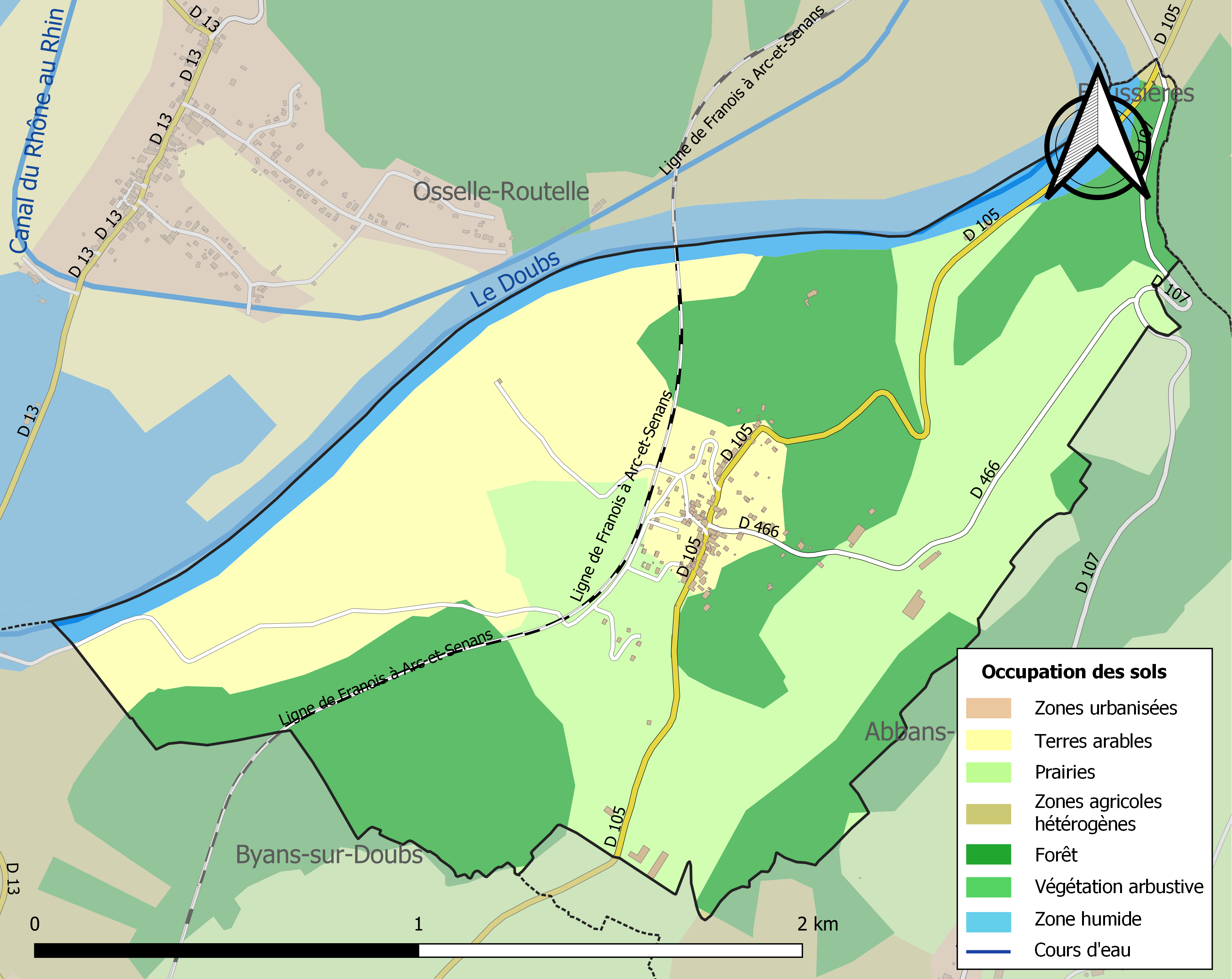
Kaart van de gemeente met de belangrijkste infrastructuur, bodemgebruik en omliggende gemeenten

De oppervlakte van Abbans-Dessous bedraagt 3,2 km², de bevolkingsdichtheid is 72,5 inwoners per km².

## Demografie
Onderstaande figuur toont het verloop van het inwonertal (bron: INSEE-tellingen).

## Externe links

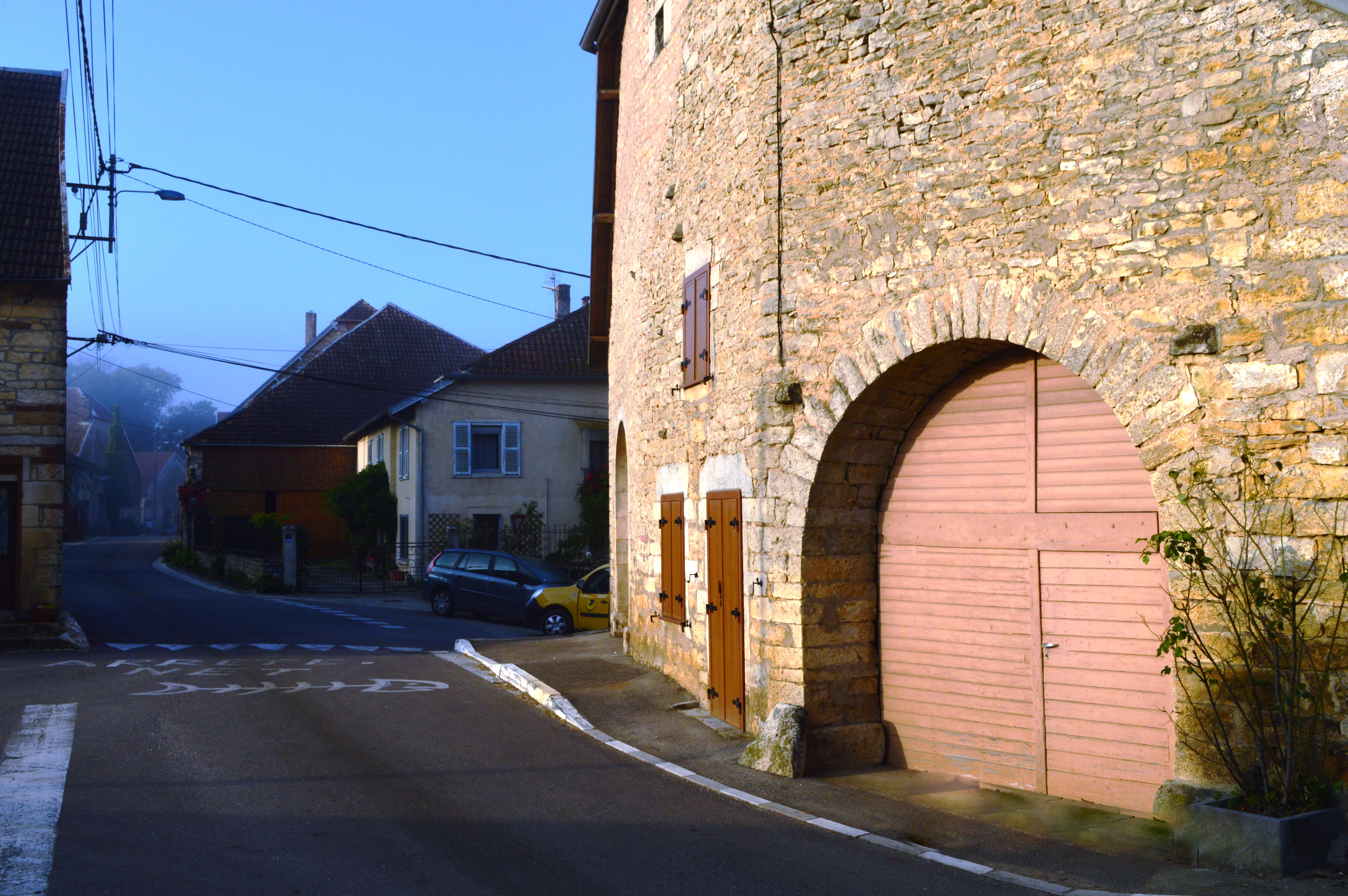
Straat in Abbans-Dessous